# Partido di Coronel Dorrego
Il partido di Coronel Dorrego è un dipartimento (partido) dell'Argentina facente parte della Provincia di Buenos Aires. Il capoluogo è Coronel Dorrego.